# 皮娅·文德利希
皮娅·文德利希（德語：Pia Wunderlich，1975年1月26日—），德国女子足球运动员。她曾代表德国参加1996年和2004年夏季奥林匹克运动会足球比赛，其中2004年奥运会获得一枚铜牌。